# Узбекский язык в Кыргызстане
Узбекский язык в Кыргызстане — один из наиболее распространённых языков республики. По данным переписи 2009 года узбекский язык является вторым после киргизского по количеству населения считающих его родным языком. А по общему владению узбекского языка в республике уступает лишь государственному и русскому языкам. Узбекский язык используется преимущественно среди узбекского населения республики, однако на юге страны, в приграничных с Узбекистаном регионах, узбекским также владеет некоторая часть неузбекского населения. Так, по данным переписи 1999 года, узбекским языком в Кыргызстане владело 49 % таджиков, 15 % турок, большинство люли, дунган и уйгуров юга республики, а также некоторая часть киргизов в городах Кара-Суу, Узген, Ош.

## Использование языка в образовании
Узбекский язык в стране используется в ряде дошкольных, а также школьных учреждений страны. По данным на 2013 года 1,8% дошкольников страны посещают узбекоязычные детсады. Узбекоязычные школы составляли 5,5% всех школ республики, в них обучалось  8,7% учащихся страны, что значительно ниже доли узбеков в населении (15%). Учитывая отрицательные стороны невладения русским языком  многие родители-узбеки отдают своих детей в школы с русским языком обучения или в классы с русским языком обучения в смешанных школах. С 2002 по 2012 годы часть узбекоязычных школ в республике стали смешанными (с дополнительными классами начальной школы с русским языком обучения). Число исключительно узбекоязычных школ по этой причине сократилось со 141 до 91. В ВУЗах Кыргызстана узбекский язык используется при обучении по педагогическим специальностям с профилем узбекского языка.